# Gomphocarpus filiformis
Gomphocarpus filiformis är en oleanderväxtart som först beskrevs av Ernst Meyer, och fick sitt nu gällande namn av David Nathaniel Friedrich Dietrich. Gomphocarpus filiformis ingår i släktet Gomphocarpus och familjen oleanderväxter. Inga underarter finns listade i Catalogue of Life.